# Зачарованное паломничество
«Зачарованное паломничество» (англ. Enchanted Pilgrimage) — (в другом переводе «Паломничество в волшебство») роман в жанре гуманитарной фантастики Клиффорда Саймака. 

В «Паломничестве» продолжается тема о «маленьком народце», впервые упоминаемом в «Заповеднике гоблинов». 

## Сцена
В мире, очень похожем на Землю, много столетий назад произошла катастрофа, расколовшая культуру на три части. 

Первая цивилизация представляет собой прибежище всех сортов магии. В этом мире, кроме людей, проживает «маленький народец» — гоблины, эльфы, феи, единороги. Кроме того, здесь можно встретить людоедов, ведьм, гарпий, церберов и других чудовищ. Огромное влияние имеет христианская церковь. Вовсю действует Инквизиция. Машины, если и применяются, то самые примитивные.

Второй мир пошел по пути развития науки и  технологий. Магия тут неизвестна вообще.

Третий мир развивает общественные институты и гуманистическую концепцию, утраченные в первых двух мирах.

Все три мира существуют параллельно, имеют общий ландшафт, время в них течет синхронно. Упоминается точное число 17 октября 1975 года.

## Сюжет
Молодой ученый Марк Корнуэлл находит в библиотеке древнюю рукопись с описанием Древнего народа. Он отправляется в Дикие Земли, в сопровождении  разношерстной компании.  Марку предстоит преодолеть множество опасностей, битв, найти свою любовь и цель в жизни. Все приключения происходят в магическом (первом) мире.

## Персонажи

### Люди
- Корнуэлл, Марк — студент, а затем ученый в Вайлусингском университете. Нашел в древнем фолианте неизвестную рукопись, повествующую о Древнем народе в Диких Землях. Находка рукописи послужила «спусковым крючком» дальнейших приключений.
- Освальд — христианский монах, сделавшей на Марка донос церковной Инквизиции.
- Беккет, Лоуренс — функционер Инквизиции. Командир военного отряда, состоящего из головорезов и убийц. Выдает себя за торговца, что позволяет ему, не привлекая внимания, путешествовать по городам. На самом деле творит черные дела от имени Инквизиции, под видом борьбы с ересью.
- Отшельник — святой старец, живущий в пещере недалеко от Болота. Ведет крайне аскетичный образ жизни. Занимается врачеванием обитателей болот, холмов и пещер.
- Мери — служанка в гостинице. Присоединилась к отряду Марка, жалуясь на постоянные побои от хозяев гостиницы. Оказалась дочерью хорошо известных в Диких Землях супругов из гуманитарного (третьего) мира. Марк полюбил ее, а она ответила ему взаимностью.
- Епископ — церковник, живущий в Башне на границе с Дикими землями. Ему Джиб передал книгу  Отшельника, содержащую рецепты лекарств от множества болезней. Снабдил отряд Марка лошадьми и припасами.
- Джоунс, Александр — выходец из технологического (второго) мира. Каким-то образом завладел технологией, позволяющей перемещаться между мирами. Разъезжает за мотоцикле и грузовике, пользуется огнестрельным оружием и фотоаппаратом. По всей видимости, в своем мире является ученым-гуманитарием и, в некотором роде, коллегой Марка, поскольку в магическом мире собирает материалы о магии: рукописи, артефакты, делает фотоснимки.

### Маленький народец
- Оливер — гоблин со стропил, крохотное существо, живущее в библиотеке университета Вайлусинга. Предупредил Марка об опасности со стороны Инквизиции. Вместе с ним отправился в путешествие.
- Джиб — живущий на Болоте, на плоту. Как и все болотники, небольшого роста, все тело и лицо покрыто черной шерстью. Отправился в путешествие с Марком, выполняя волю умершего у него на руках Отшельника.
- Друд, мистер и миссис — болотники, супруги, живут на плоту. Упоминаются их дети Дэйв и Алиса. Приютили Марка, когда тот был ранен.
- Снивли — гном. Его клан изготовил топор для Джиба и меч для Марка из особой, высококачественной руды. Отправился в путешествие с Марком.
- Хол — обитатель Леса, друг Джиба. Живет внутри дуплистого Дерева вместе с ручным Енотом. Охотник, следопыт, метко стреляет из лука. Он и Енот присоединились к отряду Марка по просьбе Джиба.

### Жители Диких Земель
- Сплетник — больше напоминает высокого эльфа, чем человека. Иногда выполняет обязанности вестника, но больше любит пожрать и выпить «на халяву». Одет в немыслимый грязный балахон, сквозь дыры просвечивает тело. Его всегда сопровождает хромая белая собачка, а на плече сидит облезлый ворон. Играет на скрипке.
- Бромли — тролль. Живет под мостом. Старый товарищ детских игр Мэри.
- Скрипичные пальцы — домовой. Играл с Мэри в детстве.
- Ведьма — выглядит как старуха, живет в Ведьмином доме. В этом доме Мэри провела детство с родителями.
- Людоед — приземистое животное, напоминает огромную жабу. Пасть усеяна острыми зубами, глаза как блюдца.  Живет в норе под землей, рядом с домом Ведьмы. Если не спит у себя в норе, то пьет чай с Ведьмой и рассказывает истории, с большой долей юмора. Очень культурная и грамотная речь. За все время повествования никого не съел.

### Древний народ
- Заломанный Медведь — охотник, разведчик. Похоже, Древние совершенно деградировали, скатившись к пещерному веку. Одет в шкуры, вооружен копьем.
- Старейшина — одноглаз, однорук, хром. Был убит Заломанным Медведем.

### Инопланетяне
- Зверь Хаоса — к моменту прибытия отряда Марка уже умер. Люди, прислуживавшие Зверю, рассказывали, что тот «упал с неба». Зверь вызвал в своих прислужниках необратимые мутации, чтобы те не смогли его покинуть. Породил робота Жестянку.
- Жестянка — по видимому, робот. Состоит из металлических прутьев. У Жестянки круглая голова, напоминающая глобус из полос металла, цилиндрическое тело на трех ногах, множество щупалец. Щупальца, когда не используются, втянуты внутрь тела. У него нет понятия "перед" и "зад", он может двигаться в любом направлении.  Слышит все, что ему говорят, но сам не говорит. Общается жестами. Присоединился к отряду Марка.
- Сторож — человекообразная фигура во всем черном, напоминает привидение. Черный капюшон закрывает голову и лицо. Попытка посмотреть ему в лицо ни к чему не приводит, оно скрыто в матовой темноте. Лишь изредка в этой тьме можно увидеть блеск глаз. Является хранителем сокровищ Университета. Себя называет «философский инженер». Утверждает, что родился на отдаленной планете в центре Галактики. Рассказал Марку и остальным о Расхождении трех миров. Уговорил Марка и Джоунза приступить к слиянию миров. Пообещал Мери, что ее родители тоже присоединятся к этой задаче.